# Globus Airlines
Globus Airlines war eine russische Fluggesellschaft mit Sitz in Nowosibirsk und Basis auf dem Flughafen Nowosibirsk-Tolmatschowo.

## Geschichte
Die Fluggesellschaft wurde im Frühjahr 2008 von S7 Airlines, einer großen russischen Airline mit Sitz in Nowosibirsk für Charterflüge, gegründet. Globus Airlines nahm den Flugbetrieb kurz darauf mit einer Tupolew Tu-154M auf, die zuvor bei der Muttergesellschaft im Einsatz gewesen war. Weitere Flugzeuge vom Typ Tupolew Tu-154M und erste Boeing 737-400 wurden im weiteren Verlauf des ersten Betriebsjahres von S7 Airlines an Globus Airlines übertragen. Zudem folgten Maschinen vom Typ Boeing 737-800 der insolventen US-Fluggesellschaft ATA Airlines.
Noch im Dezember des Jahres 2008, weniger als ein Jahr nach der Gründung, wurde Globus von ihrer Muttergesellschaft S7 Airlines an die East Line Group verkauft. Die Flotte der Globus Airlines trägt jedoch bis heute die markante und nur leicht modifizierte Lackierung der S7 Airlines.

## Flotte

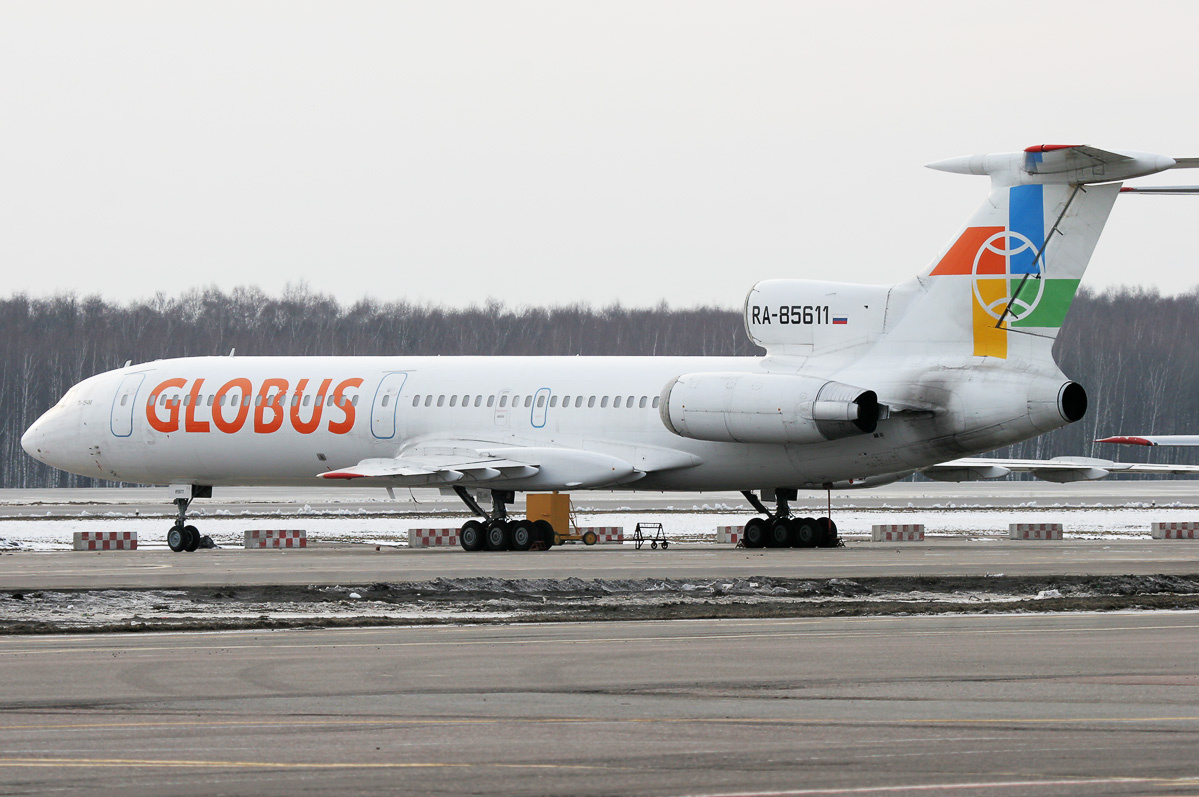
Eine mittlerweile nicht mehr eingesetzte Tupolew Tu-154M der Globus Airlines

### Aktuelle Flotte
Mit Stand Dezember 2018 bestand die Flotte aus 23 Flugzeugen mit einem Durchschnittsalter von 8,7 Jahren:
| Flugzeugtyp      | Anzahl | bestellt | Anmerkungen                    |
| ---------------- | ------ | -------- | ------------------------------ |
| Boeing 737-800   | 21     |          | alle betrieben für S7 Airlines |
| Boeing 737 MAX 8 | 02     |          | alle betrieben für S7 Airlines |
| Gesamt           | 23     | –        |                                |

### Ehemalige Flugzeugtypen
- Boeing 737-400
- Tupolew Tu-154M